# Henri La Fontaine
Henri Marie La Fontaine (Brussel, 22 april 1854 - aldaar, 14 mei 1943) was een Belgisch politicus, pacifist en Nobelprijswinnaar. Hij stond erom bekend zich altijd met hart en ziel in te zetten voor elke zaak waarvoor hij opkwam. Als jurist van opleiding heeft hij gestreden voor de vrede, het beslechten van conflicten door bemiddeling, het internationalisme, het universeel stemrecht, het recht op onderwijs, vrouwenrechten en de arbeidsreglementering. In 1913 werd hem de Nobelprijs voor de Vrede toegekend.

## Levensloop
Lafontaine promoveerde tot doctor in de rechten (1877) aan de Université libre de Bruxelles (ULB) en vestigde zich als advocaat in Brussel.
Hij werd lid van de Belgische Werkliedenpartij en werd in 1895 verkozen tot senator. Hij werd opeenvolgend:
- provinciaal senator voor Henegouwen (1895-1898);
- provinciaal senator voor Luik (1900-1932);
- provinciaal senator voor Brabant (1935-1936).

Van 1904 tot 1908 was hij ook gemeenteraadslid van Brussel.
Van 1919 tot 1932 was hij vicevoorzitter van de Senaat. Actief parlementslid, nam hij het voortouw voor diverse hervormingen op het gebied van onderwijs, arbeidsomstandigheden en buitenlandse zaken. 
Hij doceerde ook tot in 1940 internationaal recht aan de ULB.

## Pacifist
Onder invloed van de Engelse pacifist Hodgson Pratt stichtte La Fontaine in 1883 de Société belge de l'arbitrage et de la paix, waarvan hij twee jaar later secretaris-generaal werd. 
Tussen 1907 tot aan zijn dood was hij voorzitter van het Bureau international de la paix. In 1913 zat hij het Wereldcongres voor de Vrede voor in Den Haag, rechtstreeks aanleiding voor de hem toegekende Nobelprijs.
In 1919 was hij lid van de Belgische delegatie op de Vredesconferentie van Parijs en het jaar nadien vertegenwoordigde hij België op de eerste Algemene Vergadering van de Volkerenbond. 
Zijn leven lang was hij actief in pacifistische organisaties, waaronder de Société belge pour l'arbitrage et la paix, die hij in 1889 had opgericht. Zijn internationalisme kwam onder meer tot uiting in een essay uit 1916 met als titel 'La Grande Solution', waarin hij opriep tot de oprichting van één parlement, grondwet, gerechtshof en bank voor de hele wereld, alsook zijn aanbeveling in de Volkenbond om Esperanto te onderwijzen.
Zijn zuster Léonie La Fontaine was een baanbrekende feministe en pacifist.

## Mundaneum
Het recht was niet de enige passie van Henri La Fontaine. Een ander stokpaardje was de bibliografie en het documentair onderzoek. In 1895 richtte hij samen met Paul Otlet het Institut International de Bibliographie op, dat tot doel had alle informatie over internationale problemen en de handhaving van de vrede te verzamelen en te inventariseren.

## Andere gegevens
Het aanzienlijke dynamisme van Henri La Fontaine deed hem vele terreinen verkennen. 
- Hij was amateur-bergbeklimmer en stelde een internationale bibliografie ter zake samen. Hij was ook voorzitter van de Club alpin belge.
- Hij vertaalde in het Frans delen uit de opera's van Wagner.
- Hij was een actief vrijmetselaar. Hij was lid en werd achtbare meester van Les zélés philanthropes in Brussel. Hij was stichtend lid van de Ligue universelle des francs-maçons en medeoprichter in 1911 van de gemengde loges Droit Humain in België.
- Hij richtte ook een tijdschrift op onder de naam La Vie Internationale.
- Verder was hij een feminist.

## Publicaties
- Manuel des lois de la paix: Code de l'arbitrage, Brussel, 1894.
- Des droits et obligations des entrepreneurs de travaux publics nationaux, provinciaux et communaux, Brussel, 1895.
- La Femme et le barreau, Brussel, 1901.
- Pasicrisie internationale. Histoire sommaire et chronologique des arbitrages internationaux (1794-1900), Bern, 1902.
- Essai de bibliographie de la paix et de l'arbitrage international, Brussel, 1904.
- The Great Solution: Magnissima Charta, Boston, 1916.